# 알구와리야

알구와리야의 위치

알구와리야(영어: Al Ghuwariyah, 아랍어: الغويرية)는 과거 카타르에 있던 지방 자치체 가운데 하나로 면적은 622km2, 인구는 4,834명(2010년 기준)이다. 2004년 알코르에 합병되면서 폐지되었다.